# سید محمدمهدی شاهرخی
سید محمدمهدی شاهرخی (زاده ۱۳۳۹ در قم) نماینده دوره‌‌های پنجم، ششم و هفتم مجلس شورای اسلامی در حوزه انتخابیه پلدختر و معمولان بوده‌است.
شاهرخی در هشتمین دوره انتخابات مجلس شورای اسلامی، در یک انتخاباتِ بسیار جنجال‌انگیز، پُرحاشیه و دوقطبی با اختلاف ۳۸۶ رای رقابت را به علی‌اکبر کائیدی، واگذار کرد.‌ به ‌این‌ترتیب ۳ دوره حضور متوالیِ شاهرخی در مجلس شورای اسلامی پایان یافت. 
نتیجه انتخابات مجلس هشتم در حوزه انتخابیه پلدختر و معمولان ابتدا توسط شورای نگهبان و با اجماع صد درصدی ابطال و پس از نامه رهبری مبنی بر تایید تمامی حوزه های انتخابیه، در آخرین ساعات و آخرین حوزه انتخابیه ای بود که صحت انتخابات آن تایید شد.